# Gornje Liplje
Gornje Liplje (cyr. Горње Липље) – wieś w Bośni i Hercegowinie, w Republice Serbskiej, w gminie Teslić. W 2013 roku liczyła 475 mieszkańców.